# Alexandr z Lyonu
Svatý Alexandr z Lyonu (zemřel roku 177) byl francouzský lékař a mučedník. Římskokatolická církev ho uctívá jako světce. Jeho svátek připadá na 2. června.
Pocházel z Frýgie. Pracoval jako lékař. Zemřel během pronásledování císaře Marka Aurelia ve 2. století společně se svými společníky. Jakožto římský občan byl sťat mečem. V 6. století byly ostatky svatých Alexandra a Epipodia umístěny společně s ostatky sv. Ireneje pod oltářem katedrály sv. Jana Křtitele v Lyonu.